# 威利·洛根
威利·洛根（英語：Willy Logan，1907年3月15日—1955年11月6日），加拿大男子速度滑冰运动员。他曾代表加拿大参加1928年和1932年冬季奥林匹克运动会速度滑冰比赛，获得二枚铜牌。